# ريتشي سوتون
ريتشي سوتون (بالإنجليزية: Ritchie Sutton)‏ هو لاعب كرة قدم بريطاني في مركز الدفاع، ولد في 29 أبريل 1986 في بورسلم في المملكة المتحدة. لعب مع بورت فايل ونادي بارو ونادي ترانمير روفرز ونادي كرو ألكساندرا ونادي مانسفيلد تاون.

## وصلات خارجية
- ريتشي سوتون على موقع قاعدة بيانات كرة القدم.إي يو (الإنجليزية)
- ريتشي سوتون على موقع Soccerbase.com (لاعب) (الإنجليزية)
- ريتشي سوتون على موقع Soccerway.com (الإنجليزية)